# Lions britanniques et irlandais-Nouvelle-Zélande en rugby à XV
Cet article liste et détaille les confrontations entre l'équipe des Lions britanniques et irlandais de rugby à XV et celle de Nouvelle-Zélande . La Nouvelle-Zélande a affronté les Lions britanniques régulièrement depuis 1950. Elle l'a le plus souvent emporté. Si l'on considère chaque tournée isolément, la Nouvelle-Zélande l'a toujours emporté sauf en 1971 : 2 victoires, 1 nul, 1 défaite pour les Lions. Mais également en 2017, chaque équipe remportant une victoire et la dernière rencontre se concluant par un match nul.

## Tableau des confrontations
| No | Date              | Lieu                                          | Match                                 | Score   | Compétition  |
| -- | ----------------- | --------------------------------------------- | ------------------------------------- | ------- | ------------ |
| 1  | 13 août 1904      | Wellington Nouvelle-Zélande                   | Nouvelle-Zélande – Lions britanniques | 9 – 3   | Tournée 1904 |
| 2  | 6 juin 1908       | Dunedin Nouvelle-Zélande                      | Nouvelle-Zélande – Lions britanniques | 32 – 5  | Tournée 1908 |
| 3  | 27 juin 1908      | Wellington Nouvelle-Zélande                   | Nouvelle-Zélande – Lions britanniques | 3 – 3   | Tournée 1908 |
| 4  | 25 juillet 1908   | Auckland Nouvelle-Zélande                     | Nouvelle-Zélande – Lions britanniques | 29 – 0  | Tournée 1908 |
| 5  | 21 juin 1930      | Dunedin Nouvelle-Zélande                      | Nouvelle-Zélande – Lions britanniques | 3 – 6   | Tournée 1930 |
| 6  | 5 juillet 1930    | Christchurch Nouvelle-Zélande                 | Nouvelle-Zélande – Lions britanniques | 13 – 10 | Tournée 1930 |
| 7  | 26 juillet 1930   | Auckland Nouvelle-Zélande                     | Nouvelle-Zélande – Lions britanniques | 15 – 10 | Tournée 1930 |
| 8  | 9 août 1930       | Wellington Nouvelle-Zélande                   | Nouvelle-Zélande – Lions britanniques | 22 – 8  | Tournée 1930 |
| 9  | 27 mai 1950       | Dunedin Nouvelle-Zélande                      | Nouvelle-Zélande – Lions britanniques | 9 – 9   | Tournée 1950 |
| 10 | 10 juin 1950      | Christchurch Nouvelle-Zélande                 | Nouvelle-Zélande – Lions britanniques | 8 – 0   | Tournée 1950 |
| 11 | 1er juillet 1950  | Wellington Nouvelle-Zélande                   | Nouvelle-Zélande – Lions britanniques | 6 – 3   | Tournée 1950 |
| 12 | 29 juillet 1950   | Auckland Nouvelle-Zélande                     | Nouvelle-Zélande – Lions britanniques | 11 – 8  | Tournée 1950 |
| 13 | 18 juillet 1959   | Dunedin Nouvelle-Zélande                      | Nouvelle-Zélande – Lions britanniques | 18 – 17 | Tournée 1959 |
| 14 | 15 août 1959      | Wellington Nouvelle-Zélande                   | Nouvelle-Zélande – Lions britanniques | 11 – 8  | Tournée 1959 |
| 15 | 29 août 1959      | Christchurch Nouvelle-Zélande                 | Nouvelle-Zélande – Lions britanniques | 22 – 8  | Tournée 1959 |
| 16 | 19 septembre 1959 | Auckland Nouvelle-Zélande                     | Nouvelle-Zélande – Lions britanniques | 6 – 9   | Tournée 1959 |
| 17 | 16 juillet 1966   | Dunedin Nouvelle-Zélande                      | Nouvelle-Zélande – Lions britanniques | 20 – 3  | Tournée 1966 |
| 18 | 6 août 1966       | Wellington Nouvelle-Zélande                   | Nouvelle-Zélande – Lions britanniques | 16 – 12 | Tournée 1966 |
| 19 | 27 août 1966      | Christchurch Nouvelle-Zélande                 | Nouvelle-Zélande – Lions britanniques | 19 – 6  | Tournée 1966 |
| 20 | 10 septembre 1966 | Auckland Nouvelle-Zélande                     | Nouvelle-Zélande – Lions britanniques | 24 – 11 | Tournée 1966 |
| 21 | 26 juin 1971      | Dunedin Nouvelle-Zélande                      | Nouvelle-Zélande – Lions britanniques | 3 – 9   | Tournée 1971 |
| 22 | 10 juillet 1971   | Christchurch Nouvelle-Zélande                 | Nouvelle-Zélande – Lions britanniques | 22 – 12 | Tournée 1971 |
| 23 | 31 juillet 1971   | Wellington Nouvelle-Zélande                   | Nouvelle-Zélande – Lions britanniques | 3 – 13  | Tournée 1971 |
| 24 | 14 août 1971      | Auckland Nouvelle-Zélande                     | Nouvelle-Zélande – Lions britanniques | 14 – 14 | Tournée 1971 |
| 25 | 18 juin 1977      | Wellington Nouvelle-Zélande                   | Nouvelle-Zélande – Lions britanniques | 16 – 12 | Tournée 1977 |
| 26 | 21 juin 1977      | Christchurch Nouvelle-Zélande                 | Nouvelle-Zélande – Lions britanniques | 9 – 13  | Tournée 1977 |
| 27 | 21 juin 1977      | Dunedin Nouvelle-Zélande                      | Nouvelle-Zélande – Lions britanniques | 19 – 7  | Tournée 1977 |
| 28 | 21 juin 1977      | Auckland Nouvelle-Zélande                     | Nouvelle-Zélande – Lions britanniques | 10 – 9  | Tournée 1977 |
| 29 | 4 juin 1983       | Christchurch Nouvelle-Zélande                 | Nouvelle-Zélande – Lions britanniques | 16 – 12 | Tournée 1983 |
| 30 | 18 juin 1983      | Wellington Nouvelle-Zélande                   | Nouvelle-Zélande – Lions britanniques | 9 – 0   | Tournée 1983 |
| 31 | 2 juillet 1983    | Dunedin Nouvelle-Zélande                      | Nouvelle-Zélande – Lions britanniques | 15 – 8  | Tournée 1983 |
| 32 | 16 juillet 1983   | Auckland Nouvelle-Zélande                     | Nouvelle-Zélande – Lions britanniques | 38 – 6  | Tournée 1983 |
| 33 | 12 juin 1993      | Lancaster Park, Christchurch Nouvelle-Zélande | Nouvelle-Zélande – Lions britanniques | 20 – 18 | Tournée 1993 |
| 34 | 26 juin 1993      | Athletic Park, Wellington Nouvelle-Zélande    | Nouvelle-Zélande – Lions britanniques | 7 – 20  | Tournée 1993 |
| 35 | 3 juillet 1993    | Eden Park, Auckland Nouvelle-Zélande          | Nouvelle-Zélande – Lions britanniques | 30 – 13 | Tournée 1993 |
| 36 | 25 juin 2005      | Christchurch Nouvelle-Zélande                 | Nouvelle-Zélande – Lions britanniques | 21 – 3  | Tournée 2005 |
| 37 | 2 juillet 2005    | Wellington Nouvelle-Zélande                   | Nouvelle-Zélande – Lions britanniques | 48 – 18 | Tournée 2005 |
| 38 | 9 juillet 2005    | Eden Park, Auckland Nouvelle-Zélande          | Nouvelle-Zélande – Lions britanniques | 21 – 3  | Tournée 2005 |
| 39 | 24 juin 2017      | Eden Park, Auckland Nouvelle-Zélande          | Nouvelle-Zélande – Lions britanniques | 30 – 15 | Tournée 2017 |
| 40 | 1er juillet 2017  | Westpac Stadium, Wellington Nouvelle-Zélande  | Nouvelle-Zélande – Lions britanniques | 21 – 24 | Tournée 2017 |
| 41 | 8 juillet 2017    | Eden Park, Auckland Nouvelle-Zélande          | Nouvelle-Zélande – Lions britanniques | 15 – 15 | Tournée 2017 |

## Bilan
Au 8 juillet 2017
| Adversaire         | Nombre de confrontations | Victoires néo-zélandaises | Nuls | Victoires des Lions |
| Lions britanniques | 41                       | 30                        | 4    | 7                   |